# Situation der deutschen Streitkräfte in der Normandie im Jahr 1944
Die Deutsche Situation in der Normandie im Jahr 1944 war von vielen Faktoren bestimmt und durch alliierte Täuschungsoperationen, die von der Operation Overlord ablenken sollten, aber auch durch unterschiedliche Kriegserfahrungen der Entscheidungsträger geprägt.
Die Deutschen bereiteten sich vor allem im von ihnen besetzten Frankreich auf eine alliierte Invasion vor. Sie vermuteten sie an der Straße von Calais, konnten andere Gebiete jedoch nicht ausschließen und sich deshalb nicht konzentriert auf Gegenmaßnahmen einer Invasion vorbereiten.

## Entwicklung der Befehls- und Truppenstruktur im Westen
Infolge der Umorganisierung der deutschen Heeresgruppen im Frühjahr 1941, die der geplante Angriff auf die Sowjetunion mit sich brachte, wurde für das besetzte Frankreich die Heeresgruppe D unter Generalfeldmarschall Erwin von Witzleben aufgestellt. Zugleich wurde das Amt des Oberbefehlshabers West eingerichtet und an den Oberbefehlshaber der für das Unternehmen Seelöwe vorgesehenen Heeresgruppe A, Generalfeldmarschall Gerd von Rundstedt, vergeben. Neben der Heeresgruppe A unterstanden seinem taktischen Kommando auch die Heeresgruppe D und der Wehrmachtbefehlshaber der Niederlande General der Flieger Friedrich Christiansen. Nach dem endgültigen Aus für einen Angriff auf England ging das Amt des OB West an von Witzleben über und von Rundstedt ging an die Ostfront. Nur noch zwei Armeen, die 7. und die 15. Armee, bewachten die lange Küstenlinie von der spanischen Grenze bis nach Antwerpen. Die 1. Armee war im Landesinneren Frankreichs stationiert und hatte ihr Hauptquartier zusammen mit dem OB West bei Paris.
Gegen Ende 1941 waren an der Kanalküste erst sieben schwere Artilleriebatterien errichtet worden. Diese sollten zur Beschießung der englischen Insel als Unterstützung für das Unternehmen Seelöwe dienen. Weiterhin existierten einige kleinere Küstenbatterien, die von der Organisation Todt erbaut worden waren. Diese hatte aber nach der Planänderung von Hitler den Auftrag zum Bau der U-Boot-Bunker in Brest, Lorient und St. Nazaire bekommen und stand für den Ausbau des Atlantikwalls nicht mehr zur Verfügung. Weitere Baubataillone waren unabkömmlich. So blieb von Witzleben nichts anderes übrig, als sich mit der Kriegsmarine zu arrangieren und einige Arbeiter, die freigestellt werden konnten, auszuleihen und zusätzlich seine eigenen Truppen zum Festungsbau an der Kanalküste heranzuziehen. Die herrschende Materialknappheit setzte seinem Vorhaben enge Grenzen.
Der eigentliche Ausbau des Atlantikwalls, der sich von Norwegen bis zur französischen Biskaya erstreckte, begann erst im Frühjahr 1942, als durch den US-amerikanischen Kriegseintritt und die sowjetische Winteroffensive eine Zweite Front im Westen in den Bereich der Wahrscheinlichkeit rückte. Besonders in Nordfrankreich und dort an der engsten Stelle des Ärmelkanals, dem Pas-de-Calais, wurde großes Augenmerk auf eine mögliche Invasionsabwehr von der Seeseite her gelegt. Es wurden schwere Artillerieanlagen, Geschützbunker und Widerstandsnester mit Maschinengewehrstellungen an der Küste erbaut. Die größeren Häfen sowie die Flussmündungen wurden dabei besonders geschützt.
Anfang März übernahm von Rundstedt wieder das Amt des OB West und Hitler erließ zwei Wochen später seine „Weisung Nr. 40“ zum Ausbau der westlichen Verteidigung. In dieser bekam der OB West die Zuständigkeit für alle Verteidigungsanlagen in den westlichen besetzten Gebieten und wurde zusammen mit dem Befehlshaber der deutschen Truppen in Dänemark direkt dem Oberkommando der Wehrmacht (OKW) unterstellt. Das OKW unter Generalfeldmarschall Wilhelm Keitel übernahm Anfang 1943 den kompletten westlichen Verteidigungsbereich. Dazu gehörten Frankreich, Belgien und die Niederlande sowie Skandinavien, Italien, der Balkan und Nordafrika.
Hitlers Weisung Nr. 40 zeigte den Weg für die künftige taktische Planung der Verteidigung Nordfrankreichs auf. Die Weisung enthielt den Befehl zur Organisation von Truppen, die jede mögliche Invasion des Gegners unmittelbar vor oder direkt nach der erfolgten Landung zurückwerfen konnten. Dabei sollten die Einheiten an den Stränden der Küste konzentriert werden, die für eine Landung am geeignetsten waren. Kleinere Küstenabschnitte waren durch starke Artilleriestellungen zu verteidigen. Der Rest der Küste sollte mit Patrouillen abgedeckt werden. Die Truppen erhielten zudem die Anweisung, die Küste „bis zum letzten Mann“ zu verteidigen. Dazu sollten die Einheiten mit Waffen, Munition und Versorgungsmaterial ausgestattet werden, damit sie bei einem feindlichen Ansturm den Kampf auf alle Fälle fortsetzen konnten.
Nur fünf Tage nach seinem Erlass überraschte Hitler der erfolgreiche Angriff der Briten auf St. Nazaire (→ Operation Chariot). Hitler monierte wütend den Zustand der Küstenverteidigung. Als Folge kam es aber nur zu personellen Änderungen beim Oberkommando West.
Durch die angespannte Lage im Osten verlagerte das OKW bzw. das Oberkommando des Heeres (OKH) 1942 zunehmend Truppenteile aus dem Westen an die Ostfront. Damit dünnten sich die zur Verteidigung bereitstehenden Divisionen weiter aus. Von Rundstedt erließ im Mai eine Order, in der er den schnelleren Wiederaufbau der Abteilungen, die von der russischen Front zurück nach Frankreich verlegt wurden, forderte. Gleichzeitig warnte von Rundstedt davor, im Westen nur die ausgebrannten Frontkämpfer und im Osten nicht verwendbare Soldaten zu stationieren. Im Gegenzug schlug das OKH im letzten Jahresviertel 1942 einen regelmäßigen monatlichen Austausch von zwei Abteilungen der Heeresgruppe Mitte und dem OB West und von einer Abteilung der Heeresgruppe Nord und der norwegischen Garnison vor. Das OKH verzeichnete zehn Infanterieeinheiten unter dem Kommando des OB West, die sofort für den Osteinsatz verwendbar waren. Um einen Einsatz der gepanzerten und motorisierten Einheiten im russischen Winter zu vermeiden, sollten diese nicht vor dem nächsten Frühjahr verlegt werden. Doch nur einen Monat später befahl Hitler die Verlegung der 6. Panzer-Division aus dem Westen in den Sektor von Stalino-Woltschansk. Innerhalb von elf Monaten wechselten 22 Infanterie- und sechs gepanzerte oder motorisierte Einheiten aus dem Westen an die Ostfront. Zusammen mit der Ausdünnung der Personaldecke an besten Offizieren und Soldaten sowie Nachschubmaterialien schwächte dies die westliche Verteidigung erheblich.
Bei einem dreistündigen Treffen am 29. September 1942 zwischen Hitler, Reichsmarschall Hermann Göring, dem Reichsminister für Bewaffnung und Munition und Chef der Organisation Todt Albert Speer, von Rundstedt, dessen Stabschef Günther Blumentritt, General der Pioniere Alfred Jacob, Generalleutnant Rudolf Schmetzer, dem Festungsinspekteur des OB West und einigen anderen führenden Offizieren in der Reichskanzlei forderte Hitler den konsequenten Ausbau des Atlantikwalls. Er führte aus, dass nach der gelungenen Frühjahrsoffensive 1943 die Sowjetunion besiegt sein werde und eine zweite Front im Westen dann möglich werde. Als erstes sah er die norwegische Küste bedroht, schwenkte dann aber auf Nordfrankreich um, da dort eine Invasion die wenigste Schiffstonnage benötigen würde. Nach seiner Analyse der Landung bei Dieppe (→ Operation Jubilee), die er für eine großangelegte Invasion hielt, die fehlgeschlagen war, kam er zu dem Schluss, dass den Briten keine andere Wahl blieb, als es noch einmal zu versuchen. Daher wäre es unabdingbar, den Atlantikwall so stark wie nur möglich auszubauen – nicht nur gegen eine seewärtige Landung, sondern auch hinsichtlich einer möglichen gegnerischen Lufthoheit. Dazu sollten 1.000 Betonbunker errichtet werden, die schwerstem Artilleriebeschuss und Bomben standhielten und von 300.000 Soldaten verteidigt werden sollten. Weiterhin waren die Häfen und vor allem die U-Boot-Bunker weiter zu befestigen und gegen feindliche Angriffe zu schützen. Dieses Programm sollte bis zum 1. Mai 1943 erfolgreich ausgeführt werden.
Da die Küstenverteidigung aber immer noch unter der niedrigsten Prioritätsstufe lief, wäre die Organisation Todt froh gewesen, bis zum genannten Zeitpunkt 40 % der Anlagen fertiggestellt zu haben. Auch ein ausreichender Aufbau der militärischen Stärke lag bis zu einem alliierten Angriff jenseits der Vorstellungen.

## Deutsche Vorbereitungen auf eine alliierte Invasion
Als im Herbst 1943 die ersten Informationen über die Inhalte der Außenministerkonferenz von Moskau durch Geheimdiensttätigkeit zum deutschen Führungsstab durchdrangen, wurde diesem schnell bewusst, dass die Eröffnung einer neuen Front im Westen bald bevorstand. Diese Erkenntnis musste aber schon wenig später wieder relativiert werden, nachdem durchsickerte, dass die „Großen Drei“ auf der Teheran-Konferenz Ende November eine Verschiebung der europäischen Invasion um mehrere Monate beschlossen hatten. Daher schloss die deutsche Führung, dass mit einer Invasion nicht vor Ende Februar 1944 zu rechnen wäre, diese aber spätestens im Frühjahr stattfinden würde.
Noch während die Alliierten im Oktober ihre Konferenz in Moskau abhielten, schrieb Rundstedt einen langen, pessimistischen Bericht über die Lage der Verteidigungsanlagen im Westen an das OKW. Darin legte er dar, dass seine Truppen in keiner Weise in der Lage wären, einer möglichen alliierten Invasion Widerstand zu leisten. Während der dreijährigen Besatzungszeit in Frankreich war das Projekt „Festung Europa“ noch nicht weit vorangetrieben worden. Hitler schloss sich von Rundstedt in seiner Führerweisung Nr. 51 vom 3. November 1943 an:

„Die Gefahr im Osten ist geblieben, aber eine größere im Westen zeichnet sich ab: die angelsächsische Landung! Im Osten läßt die Größe des Raumes äußersten Falles einen Bodenverlust auch größeren Ausmaßes zu, ohne den deutschen Lebensnerv tödlich zu treffen. Anders im Westen! Gelingt dem Feind hier ein Einbruch in unsere Verteidigung in breiter Front, so sind die Folgen in kurzer Zeit unabsehbar. Alle Anzeichen sprechen dafür, daß der Feind spätestens im Frühjahr, vielleicht aber schon früher, zum Angriff gegen die Westfront Europas antreten wird. Ich kann es daher nicht mehr verantworten, daß der Westen zu Gunsten anderer Kriegsschauplätze weiter geschwächt wird. Ich habe mich daher entschlossen, seine Abwehrkraft zu verstärken, insbesondere dort, von wo wir den Fernkampf gegen England beginnen werden. Denn dort muß und wird der Feind angreifen […]. Mit Fesselungs- und Ablenkungsangriffen an anderen Fronten ist zu rechnen.“

Historiker zitieren den Text der Weisung oft unkritisch um die Bedeutung der Landung in der Normandie zu erhöhen. Die Weisung blieb jedoch eine bloße Absichtserklärung, am 1. Juni 1944 standen 57 % aller deutschen Divisionen im Osten und im Westen nur 19 %. Von den 147 Divisionen die an Gefechten hoher Intensität teilnahmen lag der Anteil, 2 Monate nach der Landung, im Osten sogar bei 70,1 % und in Frankreich 16,3 %. In den 7 Monaten zwischen Weisung und der Landung hatte sich die Lage im Osten zudem erheblich gewandelt, das in der Weisung erwähnte strategische Glacis war inzwischen fast vollständig verschwunden.
Die Weisung Nr. 51 war tatsächlich nicht nur durch von Rundstedts Oktoberbericht beeinflusst, sondern auch durch die aktuelle Lage im Osten und Süden, wo die deutschen Armeen mehr und mehr Rückschläge erlitten. Besonders das daraus resultierende Näherrücken einer westlichen Fronteröffnung durch die Alliierten, um eine schnellere Kriegsentscheidung herbeizuführen, trug zu Hitlers Einschätzungen bei. Aus all diesen Gründen sollte es zu keinen weiteren Schwächungen des Westens zugunsten anderer Fronten kommen. Das OKH sollte einen Plan ausarbeiten, um jede Panzer- und Panzergrenadier-Division mit 93 Panzerkampfwagen IV und starken Abwehrgeschützen auszustatten. Am Ende des Jahres sollte die Aufrüstung abgeschlossen sein. Die Reservepanzereinheiten sollten komplett ausgerüstet und dem OB West Maschinengewehre in vollem Umfang geliefert werden. Der Truppenabzug gepanzerter Einheiten wurde ohne die direkte Genehmigung Hitlers verboten. Die Luftwaffe und Kriegsmarine bekamen die Anweisung, ihre Defensivposition zu stärken.
Trotz der neuen Befehle kam am 23. November die Order, die Panzergrenadier-Division Feldherrnhalle schnellstens umzuorganisieren und für die Verlegung in den Osten vorzubereiten. Am 3. Dezember ersetzte die Wehrmachtführung rund 10.000 erfahrene Soldaten des Einzugsjahrgangs 1925 mit bisher aus beruflichen Gründen nicht eingezogenen Männern. Etwa zur selben Zeit sanken die Zuteilungszahlen für schwere Waffen zugunsten der stark umkämpften Ostfront.

## Uneinigkeit über Zeit, Ort und Gegenmaßnahmen einer alliierten Landung
Im November 1943, als Hitler entschied, dass die Möglichkeit einer alliierten Invasion in Frankreich nicht länger ignoriert werden könne, wurde Generalfeldmarschall Erwin Rommel zum Inspekteur der deutschen Küstenverteidigung und später zum Oberbefehlshaber der Heeresgruppe B ernannt, die für die Bodenverteidigung in Nordfrankreich zuständig war. Die Umstände, die zu Rommels Ernennung führten, waren etwas konfus, da die Heeresgruppe B zu diesem Zeitpunkt  in Norditalien lag und Rommel von Hitler sogar als Oberbefehlshaber aller deutschen Streitkräfte in Italien vorgesehen war. Doch Hitler entschied sich plötzlich um und machte Kesselring zum OB Süd. Drei Tage nach dessen Ernennung stellte das OKW eine formale Anfrage, in der es eine Reserve-Heeresgruppe unter Rommel anforderte, die zu jedem möglichen Invasionsort geschickt werden könne. Das neue Hauptquartier rekrutierte sich aus dem Stab der Heeresgruppe B ohne einige Spezialoffiziere, die abgezogen worden waren, und etwa der Hälfte der Soldaten. Diese neue „Heeresgruppe für Spezialaufgaben“ bezog ihr Quartier vorübergehend in München und wartete auf weitere Einsatzbefehle.
Zur Vorbereitung eines eventuellen Einsatzes der neuen Heeresgruppe in Frankreich bekam Rommel am 6. November den Befehl, die westlichen Verteidigungsanlagen zu inspizieren. Er hatte Weisung, unter Umgehung des OB West direkt an das OKW zu berichten. Das OKW teilte dies auch dem OB West von Rundstedt mit und stellte sofort klar, dass damit seine Befehlsgewalt in keiner Weise beschnitten werde.
Rommels erste Reise führte ihn nach Dänemark und dann nach Artois an die Kanalküste. Kurz danach inspizierte er die Vorbereitungen auf der Cotentin-Halbinsel, in den Niederlanden und dann in der Bretagne. Rommel hatte den festen Glauben, dass eine schnellstmögliche Verteidigung der Strände durch Panzertruppen die einzig mögliche Abwehr einer Invasion wäre. Daher wollte er für einen Gegenangriff eine entsprechende Anzahl an Panzern nahe an den Stränden postieren. Seine Forderungen gingen direkt an das OKW, das dann Generalfeldmarschall Gerd von Rundstedt konsultierte und dessen Meinung einholte. Von Rundstedt, der von Leo Geyr von Schweppenburg, dem Kommandeur der Panzergruppe West, unterstützt wurde und letzterer wiederum von Generaloberst Heinz Guderian, dem Generalinspekteur der deutschen Panzertruppen, favorisierte eine Konzentration der Panzereinheiten im Hinterland, so dass die komplette Hauptangriffslinie des Gegners ausgemacht und dann mit einem kraftvollen Gegenschlag zerschlagen werden könne. Als Schlachtfeld sah von Schweppenburg sogar erst das Gebiet zwischen der Loire und der Seine. Im November schlug von Rundstedt vor, dass sechs Infanteriedivisionen, die nach einer feindlichen Landung nicht direkt bedroht wären, sich in das Landesinnere zurückziehen sollten. Dazu wären Fahrzeuge aller Art von den anderen Armeen zur Verfügung zu halten. Die Divisionen sollten anschließend zu zwei Korps zusammengefasst und unter den Befehl einer Armee gestellt werden. Vorhandene Panzer- und Panzergrenadierreserven sollten von einem Panzerreservekorps kommandiert und zusammen mit den beiden Infanteriekorps als spezielle Heeresgruppe unter Rommel organisiert werden.
Die Debatte spiegelte die unterschiedlichen Kriegserfahrungen der Entscheidungsträger wider. Rundstedt, Geyr von Schweppenburg und Guderian hatten den Großteil ihrer Erfahrung gewonnen, als die Luftwaffe den Himmel über dem Schlachtfeld kontrollierte oder als keine Seite im Stande war, Luftüberlegenheit über die komplette Front zu erlangen. Die Erfahrungen von Rommel unterschieden sich davon gewaltig. Von Rundstedt und Guderian zogen anscheinend nicht in Betracht, dass die alliierte Luftmacht eine ähnliche Größe wie die deutsche zu Beginn des Krieges haben könnte. Rommel, der im Verlauf des Afrikafeldzuges unter einer alliierten Luftüberlegenheit gekämpft hatte, schätzte die gegnerischen Kapazitäten höher ein als die anderen drei.
Um den Streit zu beenden, spaltete Hitler die sechs verfügbaren Panzerdivisionen im nördlichen Frankreich auf und unterstellte drei davon dem direkten Befehl Rommels. Die drei anderen Divisionen wurden ins Hinterland verlegt und unter den direkten Befehl Hitlers gestellt. Die Luftverteidigungen der französischen Nordküste umfassten nur noch 169 Jagdflugzeuge, da die Flugplätze im nördlichen Frankreich durch die Alliierten andauernd aus der Luft angegriffen wurden. Hitlers Entscheidung führte schlussendlich dazu, dass die deutschen Panzerdivisionen nach der Invasion nicht in der Lage waren, den späteren Brückenkopf zu zerschlagen.
Das OKW arbeitete gegen Ende des Jahres 1943 einen detaillierten Plan aus, der alle möglichen feindlichen Szenarien beinhaltete, die durch eine Invasion an den verschiedensten Küsten des Westens entstehen konnten. Der Plan sah für eine Invasion in Frankreich die Verschiebung von drei Infanteriedivisionen aus Norwegen und Dänemark, einer Infanteriedivision, eines Werferkorps und eines Korpshauptquartiers aus Italien sowie von vier Infanterie- und Jäger-Divisionen und kleineren Einheiten aus dem Balkanraum vor. Dies sollte vor dem Hintergrund geschehen, dass die Verbündeten im Westen „einen“ großen Invasionsangriff planten. Im Januar 1944 begann das OKW, an dieser „einen“ großen Attacke zu zweifeln. Obwohl alles auf einen Angriff am engsten Kanalpunkt hindeutete, meinten sie auch Zeichen ausgemacht zu haben, dass es auch zu Begleitinvasionen, beispielsweise in Portugal oder dem Balkan kommen könnte. Die deutschen Zweifel bekamen durch die alliierte Landung bei Anzio am 22. Januar noch mehr Nahrung. General Alfred Jodl war der Meinung, dass diese Landung, die nicht mit der italienischen Front zusammenhing, der Beginn von mehreren kleineren Operationen wäre, die die deutschen Kräfte zersplittern und von der Hauptlandung in Nordfrankreich ablenken sollten. Für Frankreich sah er Landungen in der Biskaya und Südfrankreich voraus, die die Iberische Halbinsel abschneiden sollten. Die Überlegungen wurden so ernst genommen, dass als Folge im Februar zwei neue Infanteriedivisionen aufgestellt und der 19. Armee im Süden zugewiesen wurden. Vom OB West wurde die 9. SS-Panzer-Division abgezogen und nach Avignon in Reserve verlegt. Zu Bewachung der spanischen Grenze und der Biskaya-Küste erhielt die 1. Armee eine neue Division.
Weil die Lage an der Ostfront und auf dem mediterranen Kriegsschauplatz schnellen Änderungen unterworfen war, konnte das OKW so gut wie keine langfristigen Zukunftspläne ausarbeiten und nur von Tag zu Tag planen. Schon im März erging der Befehl zur Rücknahme des vorher ausgegebenen Verteidigungsplans und der damit verbundenen Truppenverlegungen. Es erging zudem die Anweisung an die Kommandanten, dass Truppenverlegungen erst dann detailliert genehmigt würden, nachdem der Feind einen Hauptinvasionsangriff gestartet hätte. Dazu wurden Verlegungspläne der Reserveeinheiten für mögliche Invasionsszenarien ausgearbeitet. Nach diesen würde OB West ein Korpshauptquartier, zwei verstärkte Panzergrenadierregimenter, ein verstärktes Infanterieregiment, Kampfgruppen aus drei Infanterieregimentern als Basis für eine neue Division sowie ein motorisiertes Artillerieregiment, fünf Landschützenbataillone und ein Nebelwerferbataillon bekommen. Diese neu aufgestellten Einheiten waren natürlich in Erfahrung und Kampfkraft nicht mit den nach den alten Plänen zu erwartenden acht Divisionen vergleichbar. Da die oberste Führung jedoch mehrere Invasionsschauplätze anstelle eines Großangriffs bevorzugte, schien jede mögliche Truppenkonzentration ausgeschlossen.

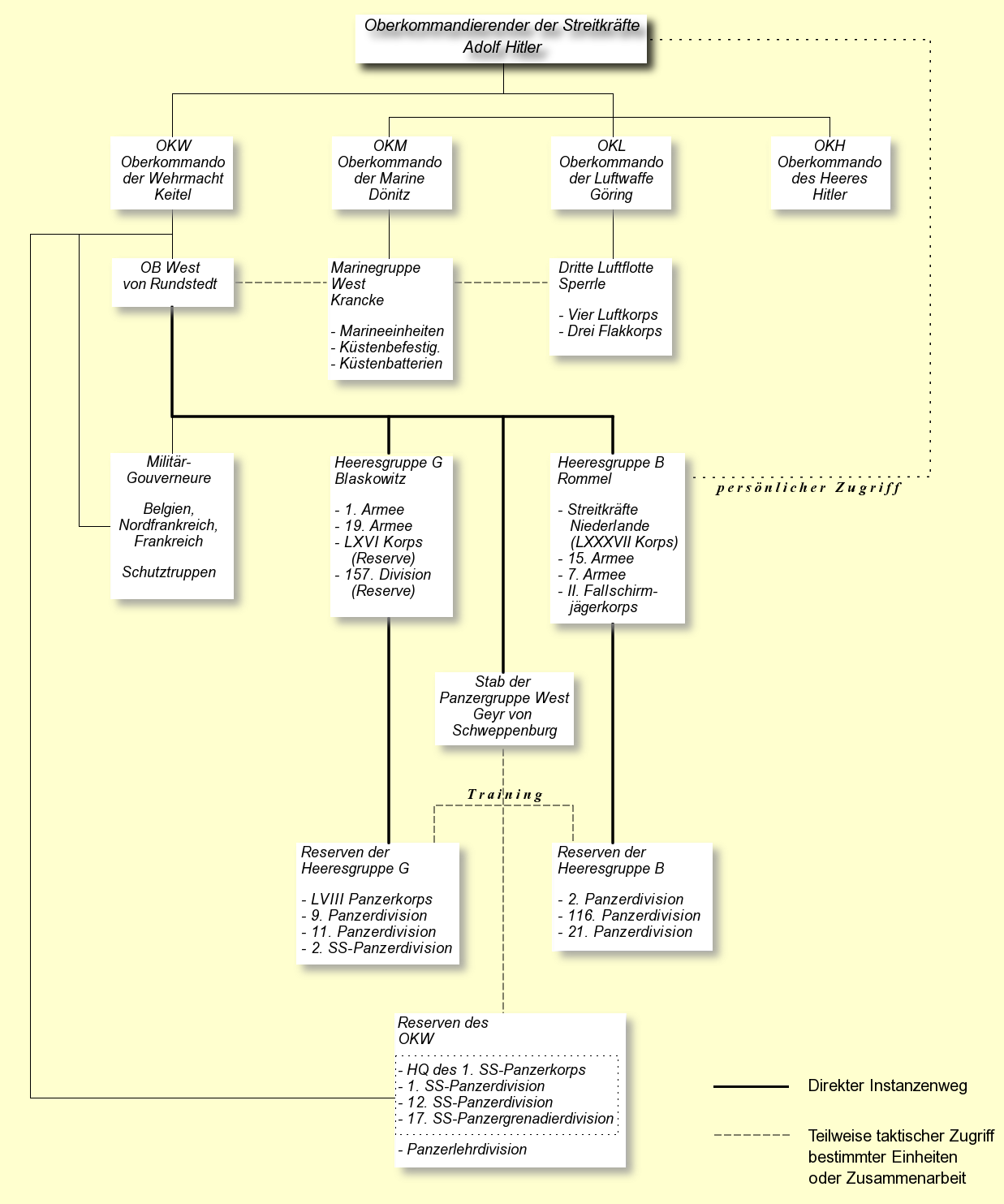
Kommandostruktur im Westen – 1944

Bei einem Treffen der Führungsebene mit Hitler im März 1944 versuchte Rommel, eine Ausweitung seiner Befehlsgewalt durchzusetzen, was zu einer faktischen Ablösung von Rundstedts und Geyr von Schweppenburgs als Kommandierende der Verteidigungskräfte geführt hätte. Im Speziellen forderte Rommel eine Unterstellung aller Panzer- und motorisierten Verbände sowie der Artillerie unter sein Oberkommando. Im weiteren Gesprächsverlauf kamen auch seine Forderungen nach Kontrolle über die 1. und 19. Armee zur Sprache. Beide Armeen, die eine an der Atlantikküste und die andere an der Mittelmeerküste Frankreichs stationiert, unterstanden direkt dem OB West. In diesem Sinne erscheinen Rommels Forderungen plausibel. Wäre er erst einmal verantwortlich für die Verteidigung gegen eine alliierte Landung, benötigte er die Befehlsgewalt über alle an den Verteidigungsmaßnahmen beteiligten Einheiten. So unternahm Rommel alles, um die in seinen Augen unbefriedigende Befehlsstruktur im Westen unter seiner Führung zu vereinen. Hitler war von seinen Einbringungen angetan und versprach eine Überprüfung der aktuellen Situation. Nur eine Studie des Operationsstabes des OKW, die einen später geschriebenen Protestbrief von Rundstedts unterstützte, ließ Hitler wieder auf den alten Kurs einschwenken. Allerdings hatten einige Änderungen schon gegriffen und wurden nicht wieder revidiert. Die 2., 21. und 116. Panzer-Divisionen waren Rommel mit voller taktischer Kontrolle als Reserve für die Heeresgruppe B unterstellt worden. Von Schweppenburg blieb aber für deren Gefechtsausbildung und Organisation verantwortlich. Nichts hatte sich an der verworrenen Befehlsstruktur geändert.
Etwa zur gleichen Zeit wurden dem OKW im Sektor des OB West vier weitere Panzereinheiten zur Verfügung gestellt. Es handelte sich dabei um die 1. und 12. SS-Panzer-Division, die 17. SS-Panzergrenadier-Division und die Panzer-Lehr-Division. Sie sollten als zentrale mobile Reserve dienen. Beide Entscheidungen stellten einen Kompromiss des Märzgesprächs dar, mit dem Haupteffekt, dass der OB West der Mittel zur direkten Schlachtbeeinflussung beraubt wurde, ohne diese auf Rommel zu übertragen.
Die letzte Änderung in der Kommandostruktur fand im Mai statt, als von Rundstedt den Aufbau einer zweiten Heeresgruppe anordnete, die das Kommando über die 1. und 19. Armee übernahm. Die Heeresgruppe G unterstand Generaloberst Johannes Blaskowitz und übernahm neben den beiden Armeen auch die drei übrigen Panzerdivisionen in Frankreich, die 9., 10. und 2. SS-Panzer-Division. Über die Einrichtung des neuen Hauptquartiers versuchte von Rundstedt, seine Position neu zu definieren. So umriss er, abhängig von den bereits gegebenen Beschränkungen, die Befehlsstruktur des OB West für die Invasionsverteidigung. Er überließ den Befehlshabern der Heeresgruppen eine maximale Handlungsfreiheit in ihren eigenen Sektoren. Sein Eingreifen würde sich nur auf grundlegende politische Entscheidungen und auf übergeordnete Maßnahmen, die den kompletten Verteidigungsbereich betrafen, beschränken. Seine eigenen Befehle unterstellte er den direkten Anweisungen Hitlers, die von allen anderen Oberbefehlshabern ebenfalls ausgeführt wurden. Damit stand fest, dass in der kritischen Phase der Verteidigungsvorbereitungen die Befehle vom OB West oder direkt von Hitler kommen würden. Hitler, der in Ostpreußen in seinem Hauptquartier Wolfsschanze saß, war so intensiv mit der Ostfront beschäftigt, dass er erst nach der erfolgten Invasion in den Westen reiste. Weiterhin schien er selbst keine direkten taktischen Vorschläge machen zu können, so dass sich seine Entscheidungen in Details verloren und kaum politische Definitionen enthielten. Hitlers Befehlsberechtigung störte weiterhin das ohnedies schon gestörte Verhältnis zwischen Rommel und von Rundstedt.
Die deutsche Hauptstreitmacht, die eine Invasion zurückschlagen sollte, konzentrierte sich auf das Gebiet an der Straße von Dover, da dort die Entfernung von England nach Frankreich am geringsten ist. Diese Vermutungen wurden durch die alliierte Täuschungsoperation, die Operation Fortitude, bestärkt. Die Deutschen vermuteten des Weiteren, dass die Alliierten am Tag, bei gutem Wetter und bei Flut angreifen würden, da sie dies bei vorangegangenen alliierten Invasionen beobachtet hatten.
Da die deutschen Geheimdienste (Amt Ausland/Abwehr, Fremde Heere West und Reichssicherheitshauptamt) nicht zusammenarbeiteten, wurden alliierte Täuschungsversuche meist ernst genommen. So dachte der Großteil der deutschen Befehlshaber, die Invasion würde am Pas-de-Calais stattfinden, da sich dort nach ihrer Auffassung achtzig alliierte Divisionen, aufgeteilt in fünf Armeen (die wiederum in zwei Heeresgruppen), auf eine Invasion vorbereiten würden. Hitler, der Wehrmachtführungsstab, von Rundstedt und auch Rommel teilten diese Ansicht teilweise sogar noch nach der Operation Neptune. Lediglich das Marinegruppenkommando West und das Luftflottenkommando 3 hegten Zweifel. So vermutete die Marine, dass die Alliierten nicht an der engsten Stelle des Kanals und damit da, wo die Deutschen sie erwarten, angreifen würden. Außerdem stellten sie den Wahrheitsgehalt der abgefangenen Meldungen über achtzig Divisionen im Südosten Englands in Frage, da die für eine Invasion in einer solchen Größenordnung benötigten Schiffsverbände fehlen würden. Sie hielten das Gebiet zwischen Sommemündung und Cherbourg als Invasionsort für wahrscheinlicher. Das Luftflottenkommando 3 kam aufgrund alliierter Bombardierungen in dem Gebiet zum gleichen Schluss. Deren Nachricht an das Oberkommando der Wehrmacht wurde jedoch kaum berücksichtigt.
Die Deutschen vermuteten, dass die Alliierten etwa zwei bis drei Stunden nach Niedrigwasser im Morgengrauen eine Invasion beginnen würden. Nach den Messungen der Marine herrschten optimale Bedingungen für eine solche Landung im Gebiet von Le Havre und Cherbourg zwischen dem 5. und 7. Juni 1944. Hitler, von Rundstedt und Rommel sowie andere Befehlshaber alarmierte diese Erkenntnis jedoch nicht.

## Ausbau des Atlantikwalls und andere deutsche Verteidigungsvorkehrungen

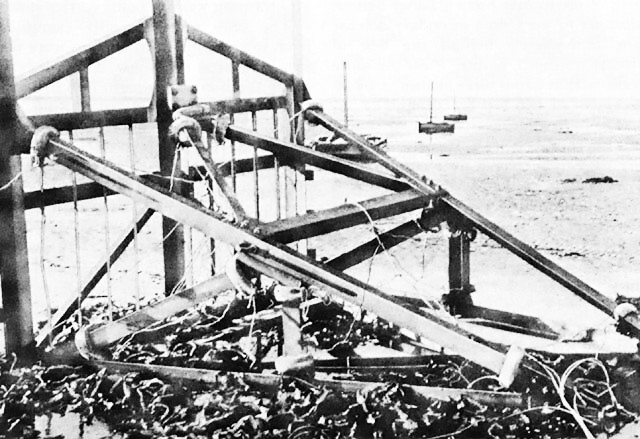
Belgisches Tor

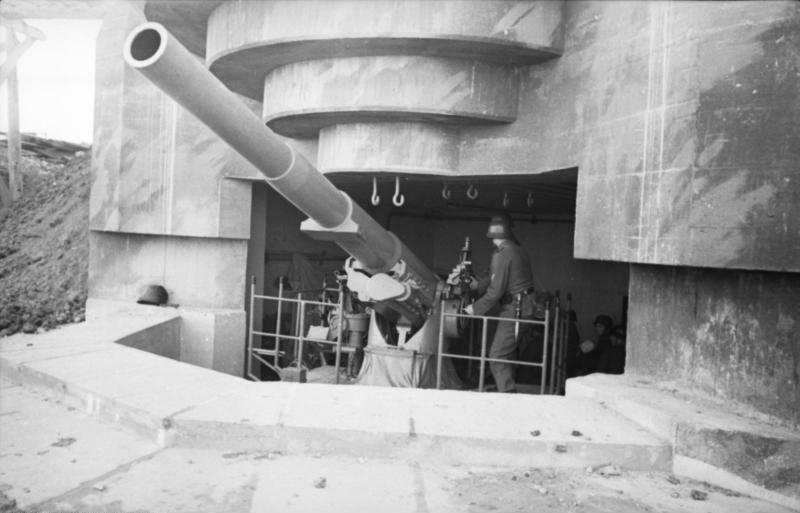
Atlantikwall – Exerzieren am Geschütz (Frühjahr 1944)

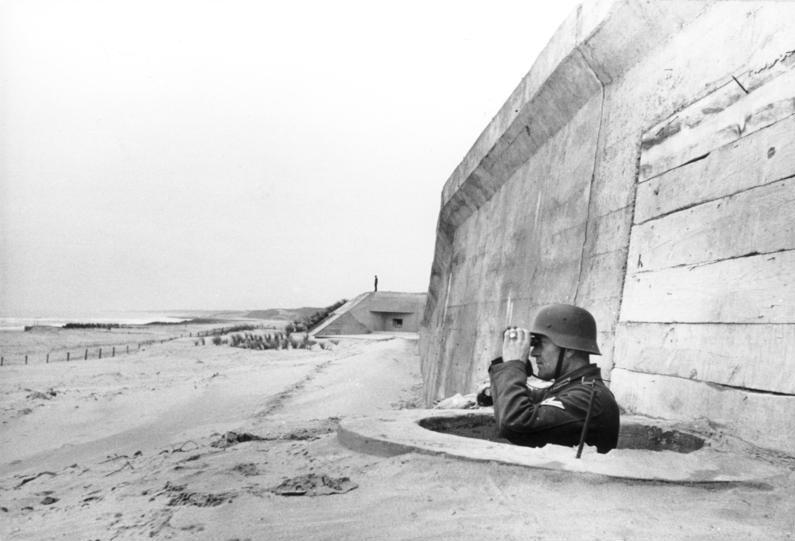
Atlantikwall südlich von Bordeaux – Obergefreiter mit Fernglas auf Beobachtungsposten (Frühjahr 1944)

Rommel inspizierte 1944 die deutschen Verteidigungsanlagen, die zu diesem Zeitpunkt teilweise schon wieder veraltet waren, und gab mehrere Neuerungen zur Küstensicherung in Auftrag. Einige der Bunker waren jedoch noch in der Bauphase, als die alliierten Verbände landeten. In Frankreich wurden mit einem riesigen Bauaufwand durch die Organisation Todt und mit dem Einsatz tausender Zwangsarbeiter Bunkeranlagen für Geschütze schwersten Kalibers errichtet.
Nach Rommels Auffassung würde sich die „Schlacht um den Westen“ direkt an der Küstenlinie entscheiden und zwar innerhalb der ersten 48 Stunden nach einer alliierten Landung. Aus diesem Grund war sein erstes Ziel der Aufbau eines Verteidigungsgürtels entlang der gesamten Küste, mit einer speziellen Konzentration im Raum der 15. Armee. Innerhalb dieses Gürtels sollten alle Infanterie-, Artillerie- und Reserveeinheiten bis zur Divisionsstärke, zusammen mit ihrem restlichen Personal, in Widerstandsnestern untergebracht werden. Zwischen den einzelnen Widerstandsnestern sollten Landminen und Hindernisse ausgelegt werden, die den Feind am Vorrücken hindern sollten.
In Anbetracht des nahenden Invasionszeitpunkts und der immer knapper werdenden Ressourcen an Material und Bauarbeitern begann Rommel sich 1944 mehr und mehr auf einfachere und kleinere Feldverteidigungsanlagen zu verlegen. Besonderen Druck machte er auf die Minenleger. Zudem führte er neuartige Hindernisse am Atlantikwall ein, die speziell auf die Abwehr von Landungsbooten ausgerichtet waren. In der gesamten Normandie wurden aus dem Hinterland Panzersperren, wie Tschechenigel und Spanische Reiter an die Strände geschafft. Belgische Tore und schräg gesteckte Stangen unterstützten die Sperren seewärts. Die Absicht war, jeden möglichen Landungsstrand zwischen der Hoch- und Niedrigwassermarke mit den Hindernissen zu überziehen, die keinem noch so flachen Boot das Erreichen des Ufers erlauben würden. Dazu wurden die meisten Hindernisse zusätzlich mit Minen ausgestattet.
Auf zur Landung von Lastenseglern geeigneten Feldern im Hinterland wurden Holzpfähle eingerammt, die so genannten „Rommelspargel“. Der Abstand zwischen ihnen war so gewählt, dass Lastensegler bei einer versuchten Landung förmlich zerfetzt würden. Große Teile der späteren Landegebiete der amerikanischen Fallschirmjäger im Westen waren von deutschen Pionieren durch Stauung der Flüsse Merderet und Douve überschwemmt worden.
Erweitert wurde das Schema der Küstenverteidigung durch das Auslegen von Minenfeldern im Ärmelkanal. 16 Felder, jedes etwa acht Kilometer lang, wurden von August 1943 bis zum Januar 1944 zwischen Boulogne und Cherbourg ausgelegt. Im Verlauf des Jahres waren sie zur Erneuerung und Erweiterung vorgesehen, da von ihnen kaum ausreichende Effekte auf alliierte Schiffe erwartet wurden. Schnell ausgelegte zusätzliche Minenfelder, wozu alle verfügbaren Schiffe im Einzugsbereich vorgesehen waren, sollten kurz vor der Invasion alle Fahrtrouten, inklusive der für deutsche Schiffe vorgesehenen, schließen. Zwischen Zeebrugge und Granville waren dies 36 Felder. Außerdem war vorgesehen, bei Bekanntwerden eines Invasionsplans britische Häfen aus der Luft mit Minen zu belegen.
Für die Baumaßnahmen bekam das LXXXIV. Korps im Januar 1944 drei Pionierbataillone zugewiesen, davon zwei für den Festungsbau und eines zum Minenlegen. Dazu kamen 2850 Männer des ehemaligen französischen Arbeitsdienstes, die an einer zweiten Verteidigungslinie hinter dem ersten Gürtel arbeiteten. Eine Anfrage nach weiteren Hilfskräften führte zur Entsendung zweier Ost-Bataillone an Rommel. Die einzige andere Alternative, an Arbeitskräfte zu kommen, waren die eigenen deutschen Truppen, von denen besonders Soldaten der Reserveeinheiten mehrmals pro Woche zum Arbeitsdienst abkommandiert wurden.
Mit all diesen Maßnahmen versuchte Rommel eine Invasion physikalisch fast unmöglich zu gestalten. Die alliierten Einheiten, die im Netz der Hindernisse festhingen, sollten von der an den Ufern wartenden Wehrmacht zerrieben bzw. zusammengeschossen werden.

## Die strategische Lage

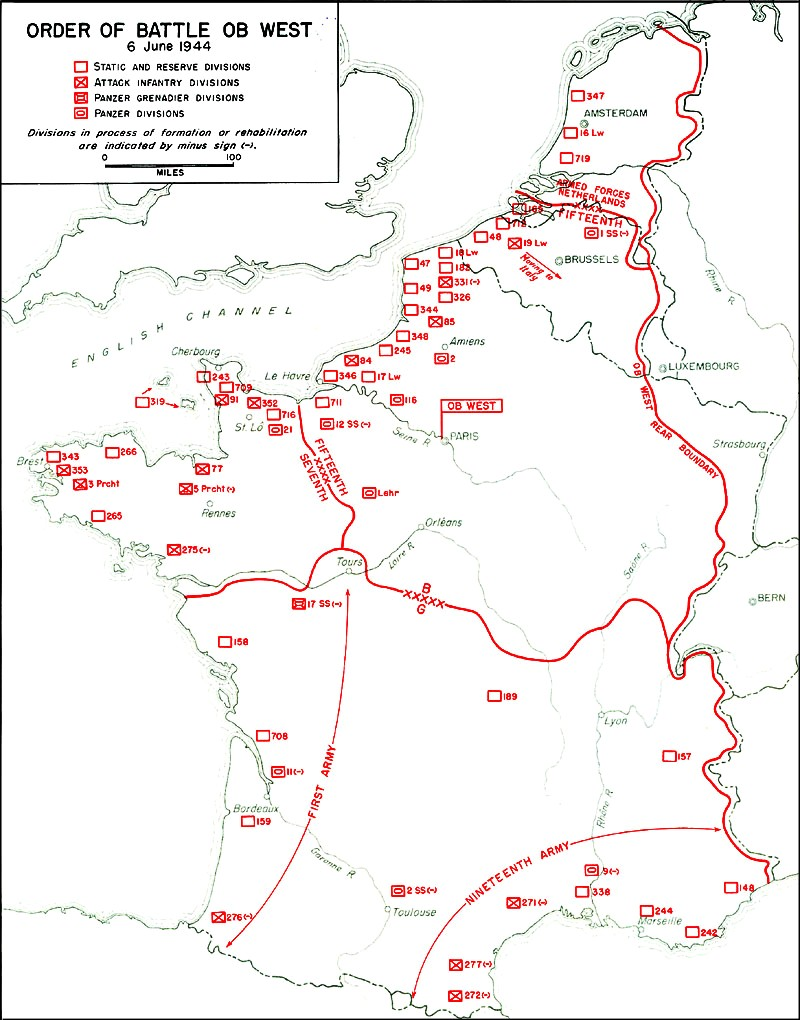
Deutsche Schlachtordnung am 6. Juni 1944

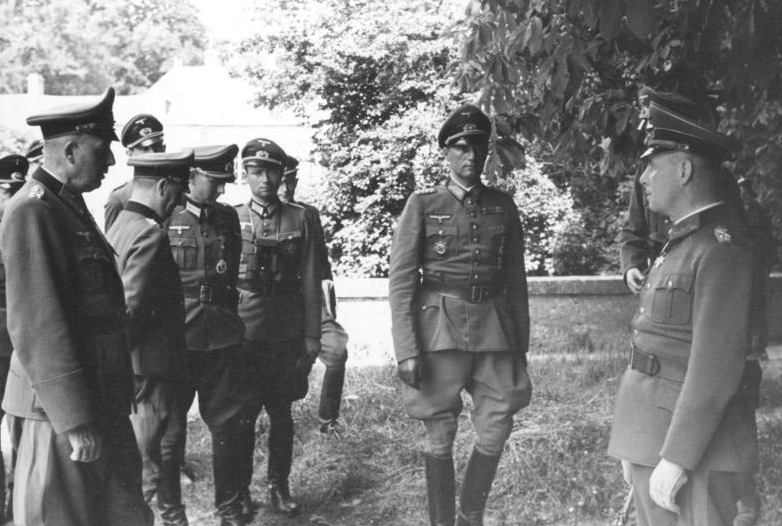
Lagebesprechung von Offizieren, u. a. Generaloberst Friedrich Dollmann (links), Generalleutnant Edgar Feuchtinger (2.v.r.) und Generalfeldmarschall Erwin Rommel (r) in Nordfrankreich, 1944

Die deutschen Verbände waren in eine komplizierte Befehlsstruktur eingeordnet. So konnte der OB West nicht frei über alle Einheiten verfügen. Auch andere Befehlshaber, wie Rommel, mussten auf Zugehörigkeiten zu den Teilstreitkräften, wie bspw. der Kriegsmarine, oder zur SS Rücksicht nehmen. So war kein einheitlicher Zugriff auf alle Einheiten möglich. Die 2. Panzer-Division gehörte beispielsweise der Gliederung nach zur Panzergruppe West, taktisch zum I. SS-Panzerkorps, territorial zum Militärbefehlshaber in Belgien und Nordfrankreich und versorgungstechnisch zur 15. Armee. Günther Blumentritt schrieb im Januar 1944 an Alfred Jodl: „Hier ist alles so verzwickt und durch 100 mögliche Stellen überschnitten und verfiltzt.“
Ein Mitarbeiter in Rommels Stab beschrieb die Situation wie folgt:

„Das Hin und Her der Ansichten über die beste Art der Verteidigung zeigte sich darin, daß man Bunker am Strand von Fécamp zugemauert hatte, in Dieppe unbesetzt ließ. Südlich der Somme-Mündung fanden wir später sogar einige, die gesprengt worden waren, als ein neuer Kommandant die Hauptkampflinie auf einen Höhenzug einige Kilometer vom Strande zurückverlegt hatte“

Die deutsche Heeresführung zog oftmals vor der alliierten Invasion Panzerverbände aus dem Befehlsbereich des OB West zurück, um sie an die Ostfront zu verlegen. Außerdem waren viele der Divisionen in Nordfrankreich und vor allem in der Normandie noch im Aufbau bzw. ohne Kampferfahrung. Nach der Invasion wurden zwar erfahrene Divisionen in die Normandie verlegt, die jedoch etliche Etappen benötigen, um vollständig am Einsatzort anzukommen. So verfügten die Deutschen zwar über viele Divisionen, die jedoch eine geringe Kampfkraft hatten.
Der deutsche Atlantikwall wurde zudem von Divisionen bewacht, von denen ein Großteil entweder aus Deutschen bestand, die meist aus gesundheitlichen Gründen nicht für den Einsatz an der Ostfront tauglich waren, oder aber aus Menschen anderer Nationalitäten, so beispielsweise sowjetischen Kriegsgefangenen, die den Dienst in der Armee gewählt hatten, um nicht den Alltag im Kriegsgefangenenlager erleiden zu müssen.
Die 21. Panzer-Division bewachte Caen und die 12. SS-Panzer-Division „Hitlerjugend“ war im Südosten Caens stationiert. Die Offiziere und Unteroffiziere der SS-Division „Hitlerjugend“ waren lange dienende Veteranen, aber die Soldaten mit niedrigeren Rängen waren 1943 in einem Alter von etwa sechzehn Jahren direkt aus der Hitlerjugend rekrutiert worden. Neben diesen zwei Panzerdivisionen lag auch die Panzer-Lehr-Division im Normandiegebiet.
Ein weiterer Faktor für die deutsche Lage war der zunehmende Mangel an Betriebsstoff, wie Treibstoff für die Fahrzeuge. Um diese Ressourcen zu schonen, mussten unter anderem Übungen verkürzt werden. Darüber hinaus herrschte Personalnot. So durchsuchten die Behörden ihr Personal nach entbehrlichen Mitarbeitern, die an die Front geschickt werden konnten. Beispielsweise waren allein in Paris 50.000 Soldaten in Dienststellen zu Verwaltungszwecken beschäftigt. Im Westen konnten dadurch 6.500 Soldaten rekrutiert werden.
Die Moral der deutschen Truppen war oft schlecht. Die Soldaten waren, sofern sie nicht von der Ostfront verlegt worden waren, lange nicht mehr im Kampfeinsatz gewesen. Daher wurden sie unvorsichtiger und in ihrer Dienstauffassung nachlässiger. Dies ging so weit, dass es sogar zu Waffen-, Munitions- und Materialverlusten kam. Auch gab es zwischen den deutschen Truppen an der Westfront einen wesentlichen Unterschied zu denen an der Ostfront: Die deutsche Propaganda hatte im Osten einen Kreuzzug gegen den Bolschewismus propagiert und so dazu beigetragen, die Soldaten besonders aggressiv gegen ihre Gegner zu machen. An der Westfront herrschte dagegen oft ein „humanes“ Bild des Gegners.
Der deutsche Propagandaminister Joseph Goebbels sagte trotz der Probleme in einer Rede am 5. Juni 1943 im Berliner Sportpalast:

„Man spricht heute von der Invasion in Europa, als wäre das die selbstverständlichste Sache der Welt […] Der englische und der amerikanische Soldat aber werden eine blutige Zeche bezahlen müssen. Unsere Wehrmacht ist zu ihrem Empfang bereit!“

### Die deutsche Schlachtordnung

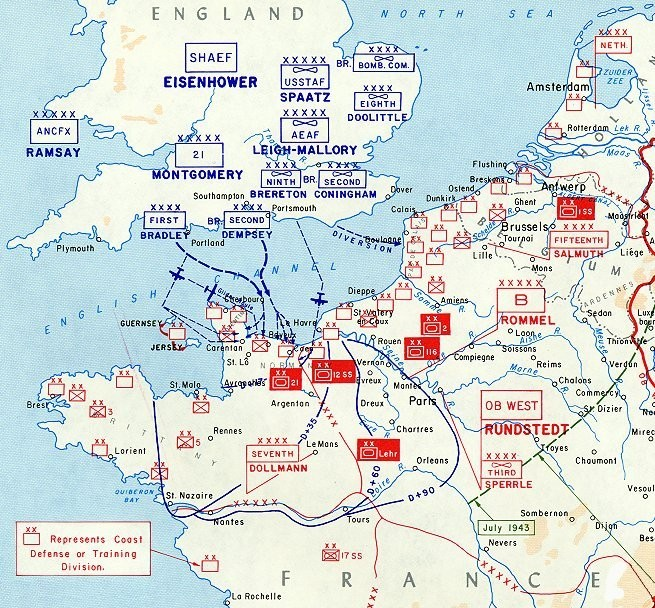
Die deutschen Stellungen am Ärmelkanal – deutlich ist die Konzentration der Truppen am Pas-de-Calais zu sehen

Die deutschen Verteidigungen in der Normandie befanden sich unter dem Kommando des LXXXIV. Armeekorps (General Erich Marcks), der 7. Armee (Generaloberst Friedrich Dollmann). Die Schlachtordnung im alliierten Landungsbereich war von Ost nach West etwa folgende:
- 21. Panzer-Division (Generalleutnant Edgar Feuchtinger):
„Veteranen-Panzerdivision“, die in der Region um Caen stationiert und Teil Rommels mobiler Reserve war. Diese Division bestand nur aus Stammeinheiten. Sie wurde im März 1943 in Tunesien zerschlagen und danach 1944 nur in Regimentsstärke gehalten.
- 716. Infanterie-Division (Generalleutnant Wilhelm Richter):
Küstenverteidigungsdivision, die die Küstenabschnitte von Omaha, Gold, Sword und Juno bewachte.
- 352. Infanterie-Division (Generalleutnant Dietrich Kraiss):
Infanteriedivision, die die Küste von Omaha, Gold und die Stadt Saint-Lô bewachte.
- Fallschirmjäger-Regiment 6 (Major Friedrich August von der Heydte):
Deutsches Elite-Fallschirmjägerregiment als Bestandteil der 2. Fallschirmjäger-Division. Das Regiment verteidigte die Stadt Carentan.
- 91. Infanterie-Division (Generalleutnant Wilhelm Falley):
Normale Infanteriedivision, die für Luftlandungen trainiert und ausgerüstet war. Die Division befand sich im Hinterland der Halbinsel Cotentin, einschließlich des Bereichs, wo die amerikanischen Luftlandungen am 6. Juni stattfanden.
- 709. Infanterie-Division (Generalleutnant Karl-Wilhelm von Schlieben):
Küstenverteidigungsdivision, die die östliche und nördliche Küste der Cotentin Halbinsel (einschließlich Cherbourg und Utah Beach) verteidigte.
- 243. Infanterie-Division (Generalleutnant Heinz Hellmich):
Küstenverteidigungsdivision, die die westliche Küste der Cotentin-Halbinsel bewachte.
- Schnelle Brigade 30:
Infanterie-Brigade, bestehend aus drei Fahrradbataillonen.

## Die Vorbereitungen und Reaktionen der deutschen Kriegsmarine
Nach Ansicht Hitlers waren die im Nordmeer und Atlantik befindlichen deutschen U-Boote seine erste Verteidigungslinie, die zweite vermutlich die im Ärmelkanal gelegten deutschen Minenfelder und die dritte die Küstenbefestigungen. Im Gegensatz zu ihm vermuteten der Oberbefehlshaber der Kriegsmarine, Karl Dönitz und Vizeadmiral Friedrich Ruge die Landung zutreffend weiter westlich, in der Seine-Bucht am Seehafen Le Havre.
Die Einsatzmöglichkeiten der deutschen Kriegsmarine gegen die alliierten Landeoperationen waren jedoch begrenzt. Im Juni 1944 verfügte die Kriegsmarine über keine größeren Überwassereinheiten in den Basen in Frankreich.
Etwa ab 1. April 1944 sollten die meisten von ca. 50 U-Booten der Klasse VII in ihren bombensicheren U-Boot-Bunkern bei Brest, St. Nazaire, Lorient und La Pallice mit neuen Torpedos, einem Schnorchel und weiterer neuester Waffentechnik ausgerüstet werden. Für U-Boote ohne Schnorchel waren Operationen im Kanalgebiet fast aussichtslos geworden. Die neu ausgerüsteten U-Boote sollten anschließend ständig bereitgehalten werden, um binnen 6 Stunden auszulaufen. Durch alliierte Luftangriffe wurde jedoch die Produktion der Schnorchel und ihr Transport nach Frankreich erheblich gestört. Als die Invasion begann, waren erst 16 in Frankreich stationierte Typ VII U-Boote weitgehend gefechtsbereit. Neun weitere U-Boote waren gerade zur Neuausrüstung von Norwegen nach Frankreich unterwegs. Insgesamt verfügte die Kriegsmarine in Norwegen und Frankreich über etwa 100 U-Boote der Klasse VII, von denen jedoch erst etwa ein Drittel mit Schnorcheln ausgerüstet und weitgehend oder voll gefechtsbereit war.
Die Einfahrten zum Kanal wurden durch starke Kriegsschiffverbände der Alliierten geschützt, außerdem hatten die Alliierten die Lufthoheit über dem Kanal. Es war daher offensichtlich, dass die Kriegsmarine keine Chance hatte, die alliierten Nachschublinien über den Kanal zu unterbrechen, gleichwohl wurden Einheiten der Kriegsmarine in dieses aus heutiger Sicht sinnlose Unterfangen geschickt. Die Sinnlosigkeit wird durch die Zahlen verdeutlicht: Die Alliierten hatten zur Unterstützung der Invasion sieben Schlachtschiffe, zwei Monitore, 23 Kreuzer, drei Kanonenboote, 105 Zerstörer und 1073 kleinere Kriegsschiffe zusammengezogen. Die Kriegsmarine besaß am 6. Juni 1944 im Kanal-Bereich fünf Torpedoboote, 39 Schnellboote, von denen fünf nicht einsatzbereit waren, 163 Minensuch- und Räumboote, 57 Vorpostenboote und 42 Artillerieträger, hinzu kamen fünf Zerstörer, ein Torpedoboot, 146 Minensuch- und R-Boote, 59 Vorpostenboote, die an der Atlantikküste zwischen Brest und Bayonne stationiert waren und insgesamt 32 weitgehend gefechtsbereite U-Boote, z. T. noch in norwegischen oder deutschen Stützpunkten befindlich.
Am 6. Juni wurde ein Vorpostenboot, das zur Aufklärung von Le Havre aus nach Westen fuhr, von der alliierten Invasionsflotte versenkt. Der einzige erfolgreiche Einsatz der Kriegsmarine am D-Day erfolgte durch Torpedoboote der 5. Torpedobootflottille, die in Le Havre stationiert war und die in einem überraschenden Angriff den norwegischen Zerstörer Svenner, der die Landungsoperationen vor dem Abschnitt Sword Beach deckte, versenken konnte. In den folgenden Tagen erfolgten zahlreiche Versuche deutscher Torpedoboote, die Landungen durch Torpedoangriffe und Legen von Minensperren zu verhindern, blieben allerdings größtenteils erfolglos.
Am 6. Juni liefen zudem 8 U-Boote mit Schnorchel und 28 U-Boote ohne Schnorchel aus französischen Stützpunkten aus. In den folgenden Tagen stieg die Gesamtzahl der U-Boote mit Schnorchel auf 15. Sie erhielten Befehl, alle sonst berechtigten Vorsichtsmaßnahmen außer Acht zu lassen. Binnen vier Tagen hatten britische Flugzeuge 5 U-Boote ohne Schnorchel versenkt und 5 weitere zum Abbruch der Fahrt gezwungen. Sie wurden daraufhin in die Häfen Lorient, St. Nazaire und La Pallice zurückgezogen und dort zur Verteidigung einsatzbereit gehalten, da es ihnen im Landungsgebiet nahezu unmöglich war, ihre Batterien wiederaufzuladen.
In der Nacht vom 8. auf den 9. Juni versuchte die Kriegsmarine mit vier Zerstörern, den letzten größeren in Frankreich liegenden Schiffen, von Brest aus in den Invasionsraum vorzudringen. Nordwestlich der Île de Batz wurde dieser Versuch von einer alliierten Zerstörerflottille aus vier britischen, zwei kanadischen und zwei polnischen Zerstörern vereitelt, die den deutschen Zerstörer ZH 1 versenkten und den Zerstörer Z 32 so schwer beschädigten, dass er auf Grund gesetzt und aufgegeben werden musste.
Von den 14 U-Booten mit Schnorchel erreichte U 621 am 15. Juni 1944 das Landungsgebiet und versenkte das amerikanische LST 280 mit 1490 Tonnen. Am gleichen Tag torpedierte U 764 die britische Fregatte Blackwood, die am folgenden Tag sank. U 984 torpedierte die Fregatte Goodson, die schwer beschädigt von der britischen Fregatte Bligh nach Portland abgeschleppt wurde. Am 29. Juni 1944 torpedierte es vier je 7400 BRT große Liberty-Frachter, die teilweise Truppen an Bord hatten. Auf der Henry G. Blaisdel kamen 76 amerikanische Soldaten ums Leben. Die Edward M. House wurde anschließend repariert, die Henry G. Blaisdel, die James A. Farrell und die John A.Treutlen wurden verschrottet.
U 953 versenkte nach seinem Eintreffen im Landungsgebiet aus einem Konvoi den britischen Frachter Glendinning mit 1927 BRT. U 763 versenkte am 11. Juni 1944 vor Brest den norwegischen Frachter Ringen mit 1499 BRT. U 390 verursachte wahrscheinlich die Versenkung des ASW-Trawler Ganilly mit 545 BRT und die Beschädigung der amerikanischen Sea Porpoise 7934 BRT. Das U-Boot wurde anschließend von der britischen Fregatte Tavy geortet und gemeinsam mit dem britischen Zerstörer Wanderer versenkt. U 269 wurde von der Fregatte Bickerton entdeckt, mit Wasserbomben an die Oberfläche gezwungen und anschließend selbstversenkt. U 441 wurde in der Nacht des 8. Juni 1944 von einer Vickers Wellington versenkt.
Zwischendurch wurden vier U-Boote mit Schnorchel auf Befehl aus Berlin zum Munitionstransport nach Cherbourg eingesetzt, der abgebrochen wurde, als die Alliierten bereits kurz vor den Toren der Stadt standen.
Von Norwegen aus waren elf U-Boote mit Schnorchel in den Atlantik gefahren, um sich im Juni den dortigen U-Booten anzuschließen. Sie erhielten von der U-Boot-Führung einen Befehl, der „rücksichtslosesten Einsatz“ gegen die Invasionsflotte forderte, auch unter Gefahr des eigenen Verlustes. Sieben dieser U-Boote wurden versenkt, bevor sie ihr Zielgebiet erreichten. Nur vier erreichten Frankreich. U 767 versenkte am 15. Juni am westlichen Ende des Ärmelkanals die britische Fregatte Mourne mit 1370 Tonnen. U 247 versenkte am 5. Juni vor Cape Wrath den bewaffneten Fischtrawler Noreen Mary mit 207 BRT mit Flugabwehrgeschützen.

## Die Situation der Deutschen während der alliierten Landung
Die deutsche Abwehr wusste von zwei Zeilen aus Paul Verlaines Gedicht Herbstlied, die kurz vor der Invasion Störaktionen der französischen Widerstandsbewegung auslösen sollten, und die über BBC verlesen wurden. Die entscheidende zweite Strophe kündigte die Invasion innerhalb der nächsten 48 Stunden gerechnet von 0:00 Uhr des auf die Durchsage folgenden Tages an. Diese Strophe wurde am 5. Juni um 21:15 Uhr von deutschen Funkstellen abgehört. Die 15. Armee, die allerdings am Pas de Calais stationiert war, wurde daraufhin in Alarmbereitschaft versetzt. Die 7. Armee in der Normandie wurde aus nicht mehr nachzuvollziehenden Gründen nicht benachrichtigt.
Da für den 5. und am 6. Juni 1944 schlechtes Wetter vorausgesagt worden war, waren viele Generäle abwesend. Einige, wie der Befehlshaber der 7. Armee, Generaloberst Friedrich Dollmann, hielten sich bei Kriegsspielen in Rennes auf. Rommel besuchte am 6. Juni seine Frau in Deutschland, da diese ihren 50. Geburtstag feierte.

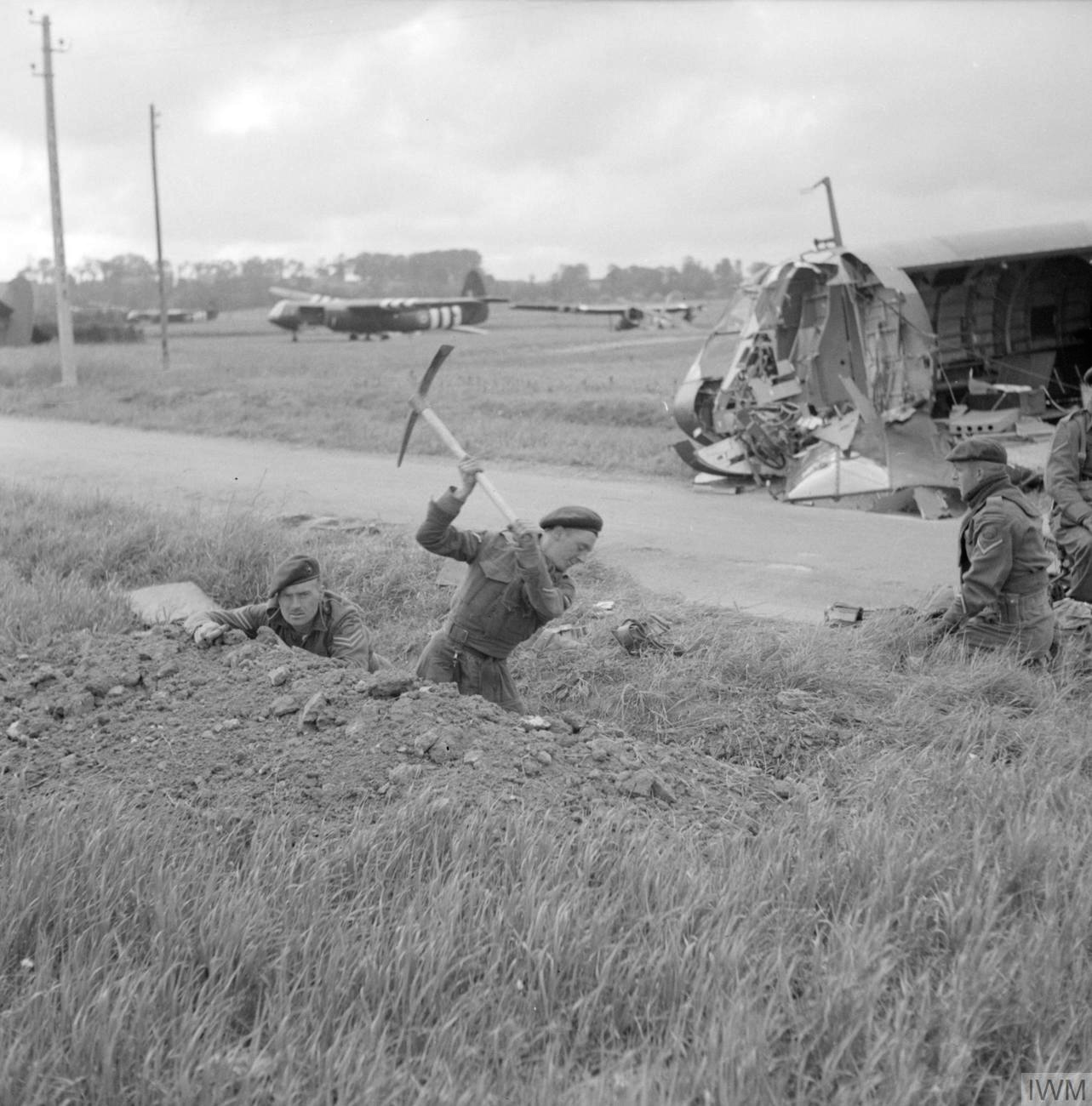
Soldaten der 1. Britischen Special Service Brigade beim Ausheben von Verteidigungsstellungen nahe der Orne, 7. Juni 1944

Die SS-Panzer-Divisionen, also auch die 12. SS-Panzer-Division, durften nur mit Genehmigung Adolf Hitlers in Bewegung gesetzt werden. Da dieser aber schlief, blieb die Division dort, wo sie stationiert war und griff nicht in das Kampfgeschehen ein. Die Kampfhandlungen wurden von den Deutschen als Täuschungsversuch herabgestuft, der von der vermeintlichen eigentlichen Invasion beim Pas-de-Calais ablenken sollte. Da die Résistance die Telefon- und Telegraphenleitungen zerstört hatte, gab es bei den Deutschen nur wenige Informationen über die alliierten Truppenbewegungen. Die Alliierten setzten zudem Puppen in Fallschirmjägeruniform über der Normandie ab. Da zusätzlich zu diesen Imitaten auch sechs SAS-Soldaten absprangen und mehrfach Scheinattacken auf deutsche Stellungen ausführten und laute Kampfgeräusche imitierten, waren die Deutschen vollkommen irritiert und nicht dazu imstande, sinnvoll zu agieren.
Um eine Luftlandung zu vertuschen, führten die alliierten Flugzeuge Bomben mit, die sie über unterschiedlichen Zielen im Gebiet abwarfen. Eine Reihe alliierter Fallschirmjäger sprang zudem versehentlich über falschem Gebiet ab, so dass sie sich zu ihren Einheiten in der Normandie durchschlagen mussten und während ihres Marsches dorthin verschiedentlich deutsche Verbände angriffen. Auch dadurch wurden die Deutschen von den tatsächlichen Operationsgebieten abgelenkt und schickten ihre Truppen erneut in die unwichtigeren Areale.
Der alliierten Streitmacht standen nur wenige deutsche Flugzeuge gegenüber. Am Tag der Landung waren es genau zwei deutsche Flugzeuge, geflogen von Oberstleutnant Josef Priller und Feldwebel Heinz Wodarczyk, die die alliierten Landungstruppen angriffen. Alle anderen Flugzeuge waren am 4. Juni ins Landesinnere verlegt worden, da man die bisherigen Flugplätze als zu sehr bedroht ansah. Im Verlaufe des D-Days hatten die Alliierten die absolute Luftherrschaft. (→ Luftkrieg während der Operation Overlord)
Einige Zeit später wurde den Deutschen klar, dass eine Invasion stattfand. Doch sie hielten diese für eine Finte und vermuteten weiterhin, dass die eigentliche Invasion im Gebiet des Pas-de-Calais stattfinden würde. Manche der deutschen Generäle rechneten sogar noch Monate später mit einer Hauptinvasion beim Pas-de-Calais.

## Deutsche Reaktionen auf die alliierte Invasion

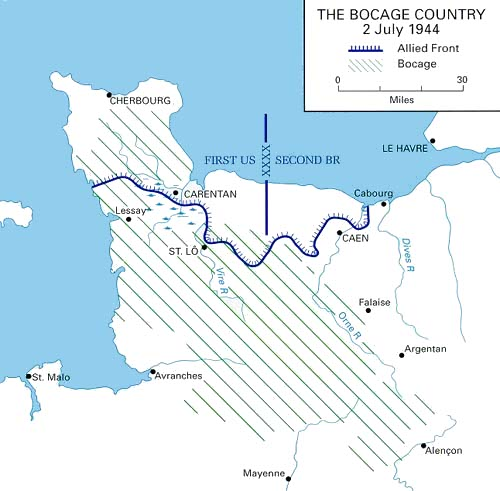
Karte der Normandie und der alliierten Front mit eingezeichneter Bocage-Landschaft

Das Kampfgebiet bestand zum Teil aus einer Bocage-Landschaft mit vielen Feldern, kleinen Wegen, Hecken, Flüssen und Bächen, die gute Verteidigungspositionen für die deutschen Verbände boten. Überlebende alliierte Soldaten berichteten, dass jedes einzelne Feld durch heftige Kämpfe erobert werden musste. Daneben war für Panzer sehr gut befahrbares Gelände vorhanden, was für die Alliierten wie auch für die Deutschen von großer Bedeutung war.
Die Stadt Caen war für die Abstimmung der deutschen 7. und 15. Armee im Département Pas-de-Calais äußerst wichtig. Nahmen die Alliierten Caen ein, dann würde ein Rückzug der deutschen Truppen von der Kanalküste unvermeidbar werden, um eine Verbindung zwischen ihnen aufrechtzuerhalten. Ein Rückzug entsprach aber keineswegs den Vorstellungen Adolf Hitlers, der befohlen hatte, jeden Meter Land zu verteidigen bzw. zu halten. Aus diesem Grund konzentrierten die Deutschen ihre Streitkräfte im Gebiet um Caen, wo britische Truppen mehrere Operationen starteten (→ Schlacht um Caen). So verlegten die Deutschen 150 schwere und 250 mittlere Panzer in das Caen-Gebiet, jedoch lediglich 50 mittlere Panzer und 26 Panther in das Gebiet, in dem amerikanischen Verbände kämpften.
Als Antwort auf die alliierten Vorstöße starteten die Deutschen am 6. August 1944 zwischen den Städten Mortain und Avranches einen Gegenangriff, das Unternehmen Lüttich, auch Konterattacke von Mortain genannt. Der deutsche Plan sah vor, mit der 7. Armee die Linie der Alliierten im südlichen Bereich der Cotentin-Halbinsel zu durchbrechen und die amerikanischen Einheiten abzuschneiden und aufzureiben. Die Anweisung Hitlers dazu erreichte den OB West, Generalfeldmarschall Günther von Kluge, am 2. August. Von Kluge erklärte später, dass er den vorgelegten Plan für zu grandios und unmöglich in der Ausführung hielt, doch im Moment der Übergabe war er durchaus von ihm angetan. Nach einigen Rückschlägen entschied von Kluge gegen Mitternacht des 8. August, den Angriff vorerst auszusetzen, bereitete jedoch seine Einheiten auf einen späteren Vorstoß vor. Hitler war nicht sofort davon überzeugt, dass sein Vorrücken auf Avranches gescheitert war. In der Hoffnung, die Alliierten in der Bretagne abschneiden zu können und dann im Norden die wichtigen Häfen und Teile der Küstengebiete zurückzuerobern, bestand er auf einer Wiederaufnahme des Angriffs. Am 9. August warf er von Kluge vor, den Angriff zu früh gestartet zu haben und dass der Zeitpunkt den alliierten Luftoperationen in die Hände gespielt habe. Er befahl dem OB West, sein Unternehmen unverzüglich wieder aufzunehmen und zwar aus dem Raum um Domfront, südöstlich von Mortain.
Die Ansammlung der deutschen Panzereinheiten im Raum südlich von Falaise gab den Alliierten die Chance, sie zwischen Falaise und Argentan im so genannten Kessel von Falaise einzukesseln.
Die deutsche Wehrmacht verlor zwischen dem 7. und 21. August im Westen 50.000 Soldaten und weitere 200.000 gerieten in Kriegsgefangenschaft. Bis zu diesem Zeitpunkt beliefen sich die Verluste der Deutschen in der Normandie auf mehr als 240.000 Tote oder Verwundete und weitere 250.000 Gefangene. An Material büßte die Wehrmacht dabei 1.500 Panzer, 3.500 Geschütze und 20.000 sonstige Fahrzeuge ein. Durch ihren Sieg bei Falaise waren die alliierten Streitkräfte anschließend in der Lage, Richtung Seine und schließlich Paris (→ Schlacht um Paris) vorzurücken.

## Behandlung von Kriegsgefangenen und Kriegsverbrechen

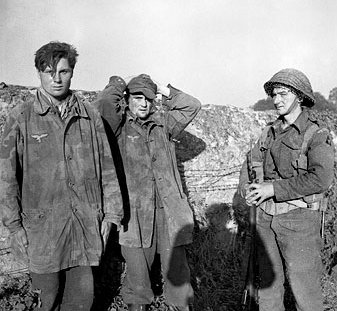
Ein alliierter Soldat bewacht zwei deutsche Kriegsgefangene in der Nähe von Caen, 11. Juli 1944

Der deutsche General der Waffen-SS Kurt Meyer berichtet wie folgt über die kanadische Behandlung von deutschen Kriegsgefangenen:

„Am 7. Juni wurde mir ein Notizblock eines kanadischen Captains gegeben. Zuzüglich zu handgeschriebenen Befehlen, wiesen die Notizen an: 'no prisoners were to be taken' ['keine Gefangenen nehmen']. Einige kanadische Gefangenen wurden [daraufhin] gefragt, ob die Instruktionen der Wahrheit entsprechen würden […] und sie sagten, dass sie den Befehl hatten, wenn die Gefangenen den Fortschritt behinderten, sie nicht gefangen zu nehmen.“

Meyer soll daraufhin befohlen haben: „Was sollen wir mit diesen Gefangenen tun? Die essen nur unsere Rationen. In Zukunft werden keine Gefangenen mehr gemacht.“
Mehr als 156 kanadische Kriegsgefangene sind Berichten zufolge von der 12. SS-Panzer-Division in den Tagen und Wochen nach dem D-Day in der Nähe von Caen getötet worden. Beim Massaker in der Abbaye d’Ardenne wurden zwanzig kanadische Kriegsgefangene von Angehörigen der 12. SS-Panzer-Division erschossen (→ Deutsche Kriegsverbrechen bei Caen).

## Weitere Informationen und Verarbeitungen

### Filme
- Der Doku-Spielfilm D-Day – Entscheidung in der Normandie vom britischen Fernsehsender BBC dokumentiert außerdem die Ereignisse beim Angriff auf die Merville-Batterie. Produzent: Tim Bradley; Regie: Richard Dale, Kim Bour, Pamela Gordon, Sally Weale. (FSK: 16)